# Hugo Sundström

Hugo Sundström 1967

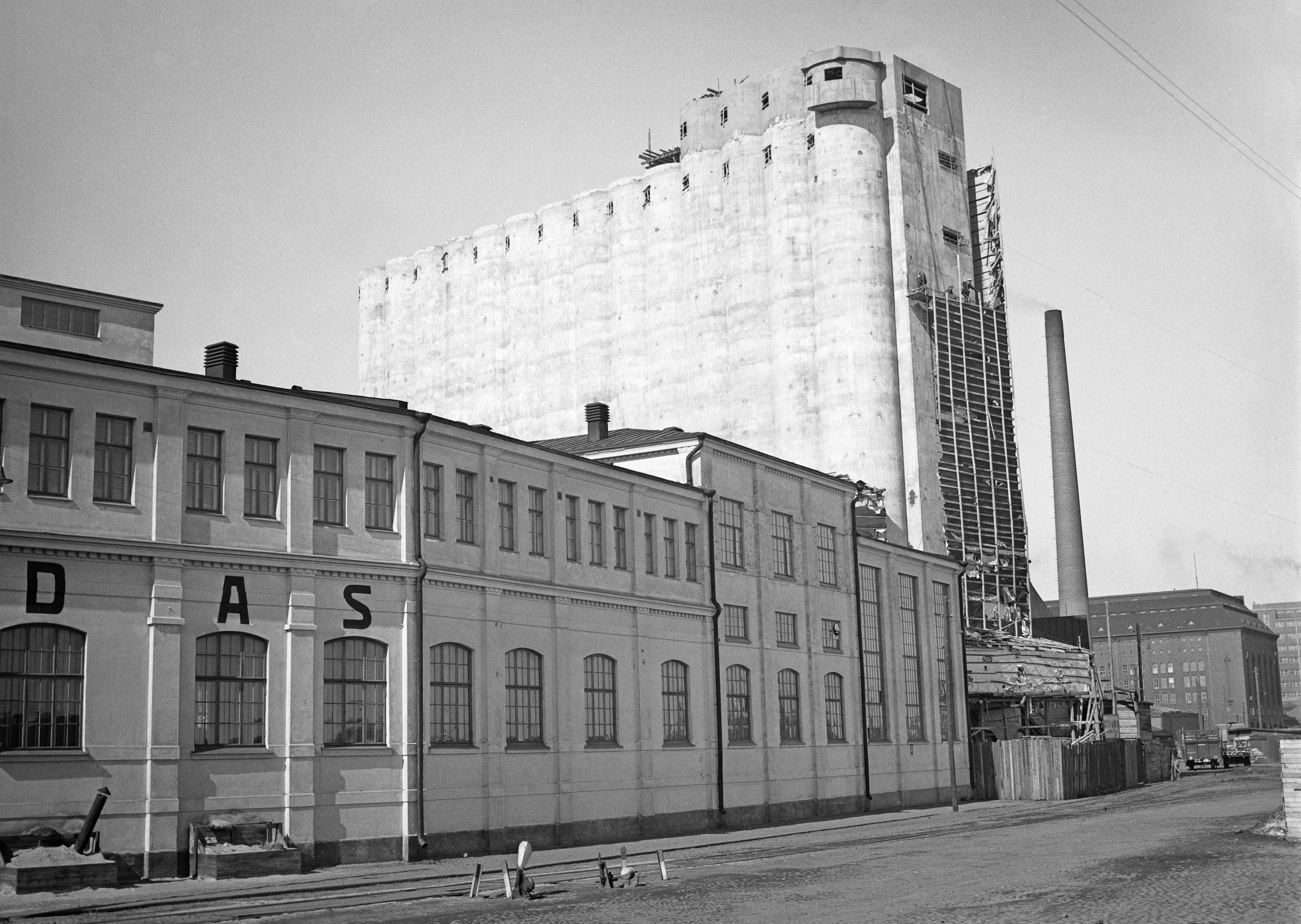
Foto Hugo Sundström: Helsingin Mylly i Sörnäs, 1941.

Hugo Olof Sundström, född 3 december 1907 i Helsingfors, död där 5 november 1973, var en finländsk pressfotograf. 
Sundström fick som 16-åring anställning på klichéanstalten Kuva, där han utbildades till kemigraf. När Hufvudstadsbladet 1926 köpte företaget följde han med, och blev från 1928 tidningens länge enda ordinarie fotograf, en syssla som han skötte livet ut. Med sin över fyra decenniers verksamhet i branschen räknas Sundström till banbrytarna i Finland på pressfotografiets område. Som person var han korrekt och plikttrogen, vilket också återspeglas i hans bilder, där saklig information som regel dominerar på de estetiska effekternas bekostnad.